# Unterseeboot UB-74
Pour les autres navires du même nom, voir Unterseeboot 74.
L'Unterseeboot UB-74 est un sous-marin (U-Boot) allemand de type UB III utilisé par la Kaiserliche Marine pendant la Première Guerre mondiale. Il est mis en service dans la marine impériale allemande le 24 octobre 1917.
L'UB-74 a servi dans les flottilles des Flandres. Il est coulé le 26 mai 1918 dans la Manche par le HMS Lorna avec des grenades anti-sous-marines.

## Conception
Comme tous les sous-marins de type UB III, l'UB-74 avait un déplacement de 508 tonnes en surface et de 639 tonnes en immersion. Ses moteurs lui permettaient de naviguer à 13,4 nœuds (24,8 km/h) en surface et à 7,5 nœuds (13,9 km/h) en immersion. Il avait une autonomie de 8420 milles marins (15590 km) à sa vitesse de croisière. L'UB-74 transportait 10 torpilles et était armé d’un canon de pont de 8,8 cm. L'UB-74 avait un équipage pouvant compter jusqu’à 3 officiers et 31 hommes. 

## Carrière
L'UB-74 a été construit par AG Vulcan à Hambourg. Après un peu moins d’un an de construction, il a été lancé à Hambourg le 12 septembre 1917. Il a été mis en service plus tard la même année sous le commandement du Kapitänleutnant Karl Neureuther.

## Affectations
- V Flottille : du 6 au 25 janvier 1918
- Flottille Flandern I : du 25 janvier au 26 mai 1918[4].

## Commandants
- Kapitänleutnant Karl Neureuther[5] : du 24 octobre 1917 au 30 janvier 1918
- Oberleutnant zur See Ernst Steindorff[6] : du 31 janvier au 26 mai 1918

## Navires coulés
| Date            | Nom                | Nationalité    | Tonnage | Destin.   |
| --------------- | ------------------ | -------------- | ------- | --------- |
| 26 février 1918 | Greavesash         | United Kingdom | 1263    | Coulé     |
| 26 février 1918 | Romny              | United Kingdom | 1024    | Coulé     |
| 7 avril 1918    | Rye                | United Kingdom | 986     | Coulé     |
| 10 avril 1918   | Paul Paix          | United Kingdom | 4196    | Endommagé |
| 12 avril 1918   | Luisa              | Espagne        | 3603    | Coulé     |
| 14 avril 1918   | Maroc              | France         | 2808    | Coulé     |
| 15 avril 1918   | Tanfield           | United Kingdom | 4538    | Endommagé |
| 18 mai 1918     | John G. McCullough | United States  | 1985    | Coulé     |
| 23 mai 1918     | Skaraas            | United Kingdom | 1625    | Coulé     |
| 25 mai 1918     | Anne               | United Kingdom | 4083    | Endommagé |